# Llac proglacial

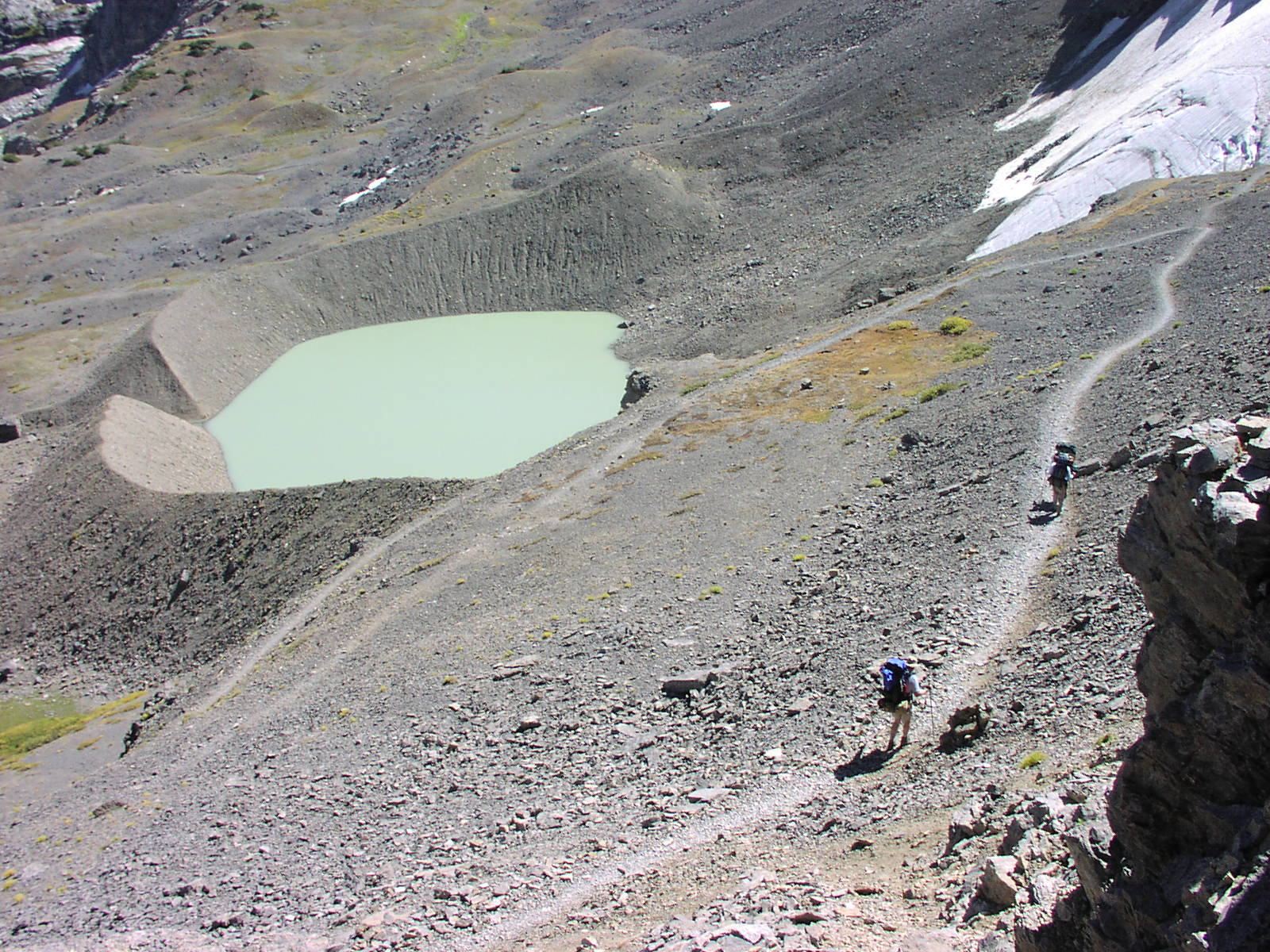
Un llac proglacial és confiscat per la morrena terminal de la glacera Aula retrocedint al Grand Teton National Park, Wyoming, Estats Units

En geologia, un llac proglacial és un llac format ja sigui per l'acció de presa d'aigua d'una morrena o de presa de gel durant la retirada d'una glacera que es fon, o per l'aigua de desglaç atrapada contra un glacera continental a causa de la depressió isostàtica de l'escorça al voltant del gel. Al final de l'última glaciació fa aproximadament 10.000 anys, els grans llacs proglacials eren una característica generalitzada de l'hemisferi nord.

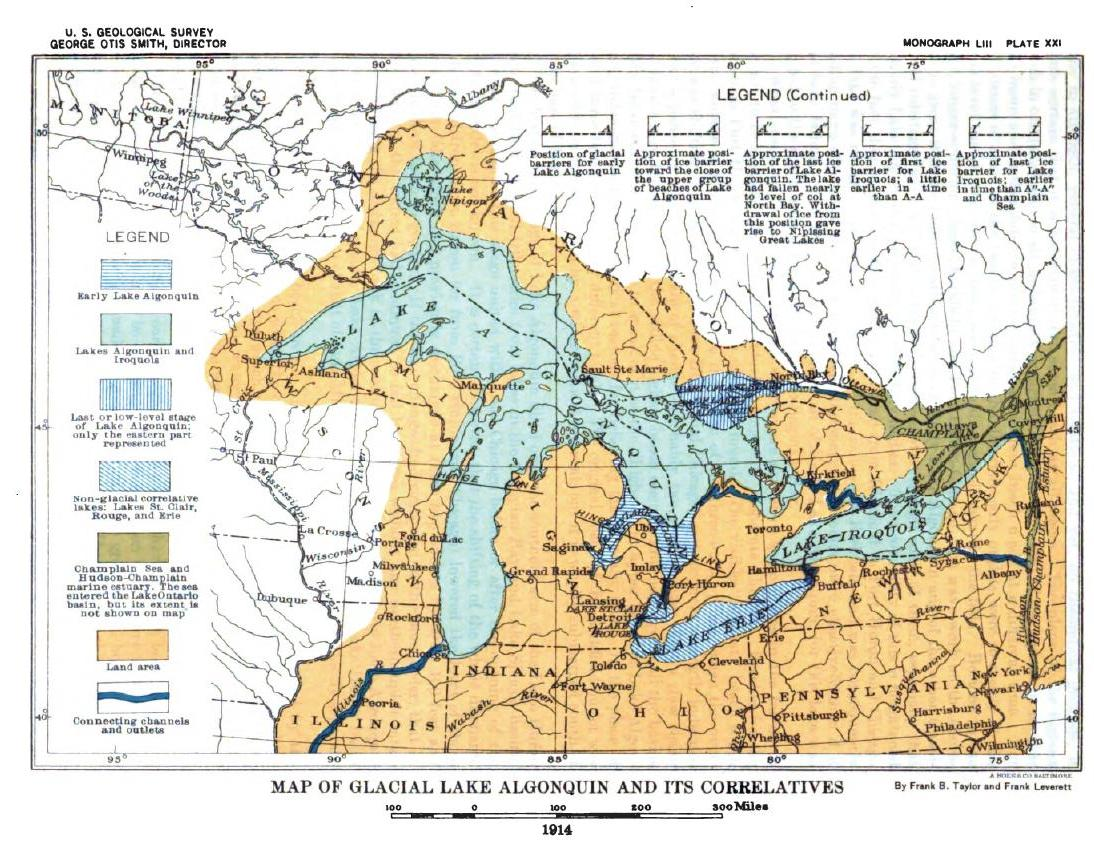
Llacs proglacials dels Grans Llacs d'Amèrica del Nord (USGS 1915)

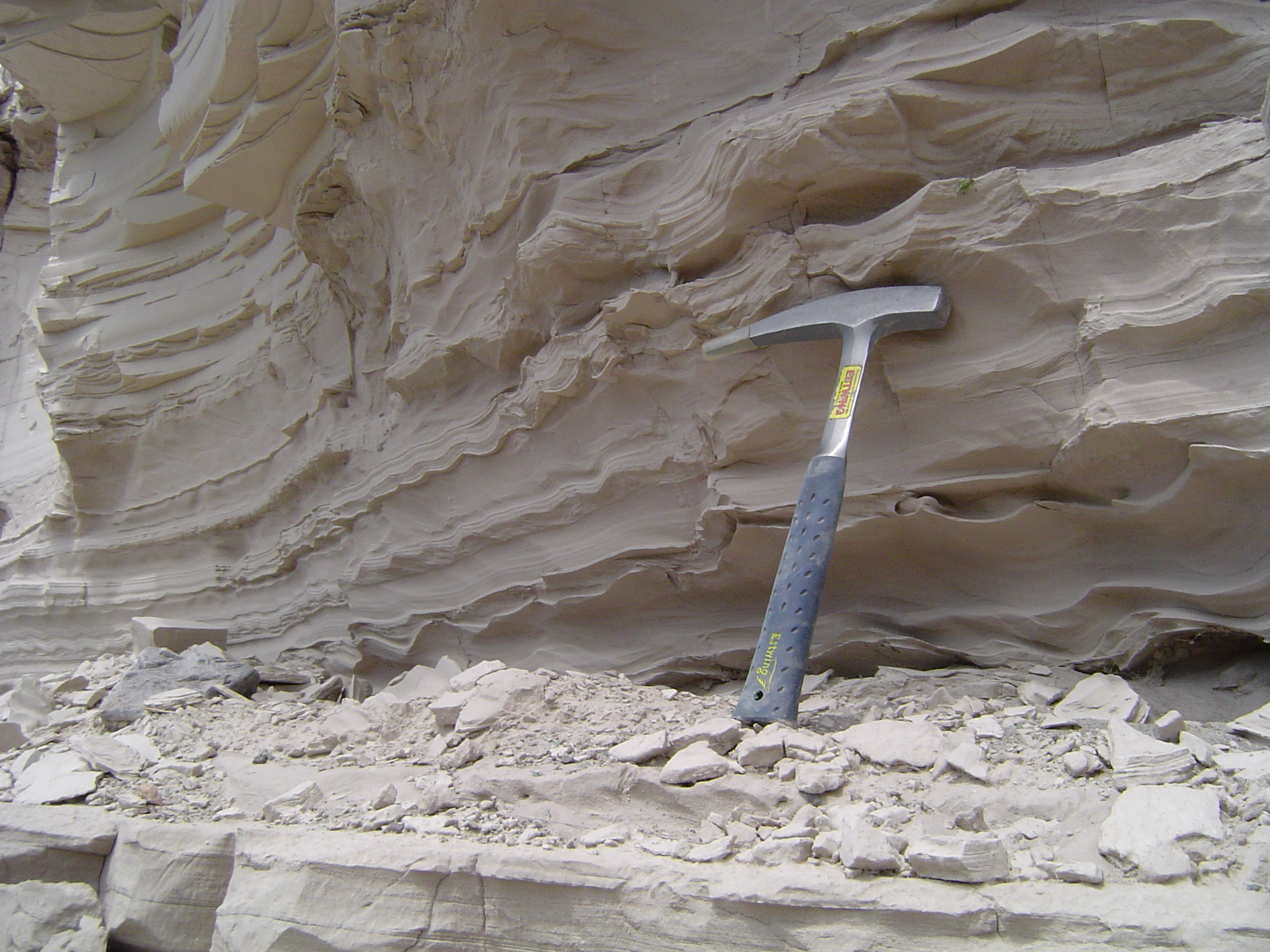
Argil·lita laminada del llac glacial Missoula, Montana

En alguns casos, aquests llacs s'evaporen gradualment durant el període d'escalfament després de la glaciació del Quaternari. En altres casos, com el llac glacial Missoula i el llac glacial Wisconsin dels Estats Units, la ruptura sobtada de la presa de suport causa inundacions dels llacs glacials. El ràpid alliberament de l'aigua embassada produeix la formació de goles i altres estructures aigües avall de l'antic llac. Bons exemples d'aquestes estructures es poden trobar al Channeled Scablands de l'est de l'estat de Washington, una àrea fortament erosionada per les inundacions del Missoula.
A Gran Bretanya, el llac Lapworth, el Harrison i el Pickering són exemples de llacs proglacials. Ironbridge Gorge de Shropshire i Hubbard Hills de Lincolnshire són exemples de com el desbordament de les glaceres creen un canal quan l'aigua d'un llac proglacial puja prou alt com per trencar el punt més baix amb l'addició de conques.
Les glaceres retrocedeixen als Andes tropicals, on s'ha format una sèrie de llacs proglacials, especialment a la Serralada Blanca del Perú, on el 70% de les glaceres tropicals hi són. Alguns d'aquests llacs s'han format ràpidament durant el segle xx. Aquests llacs poden explotar, creant un perill per a les zones de sota. Moltes preses naturals (generalment morrenes) que contenen l'aigua del llac s'han reforçat amb preses de seguretat. Algunes d'aquestes 34 preses s'han construït a la Serralada Blanca per contenir els llacs proglacials.
Alguns llacs proglacials també han format en les últimes dècades en el final de les glaceres al costat oriental dels Alps del Sud de Nova Zelanda. El més accessible n'és el llac Tasman.